# Magnet (Nebraska)
Magnet és una població dels Estats Units a l'estat de Nebraska. Segons el cens del 2000 tenia 79 habitants.

## Demografia
Segons el cens del 2000, Magnet tenia 79 habitants, 37 habitatges, i 20 famílies. La densitat de població era de 217,9 habitants per km².
Dels 37 habitatges en un 13,5% hi vivien nens de menys de 18 anys, en un 43,2% hi vivien parelles casades, en un 5,4% dones solteres, i en un 45,9% no eren unitats familiars. En el 35,1% dels habitatges hi vivien persones soles el 16,2% de les quals corresponia a persones de 65 anys o més que vivien soles. El nombre mitjà de persones vivint en cada habitatge era de 2,14 i el nombre mitjà de persones que vivien en cada família era de 2,8.
Per edats la població es repartia de la següent manera: un 16,5% tenia menys de 18 anys, un 7,6% entre 18 i 24, un 34,2% entre 25 i 44, un 21,5% de 45 a 60 i un 20,3% 65 anys o més.
L'edat mediana era de 39 anys. Per cada 100 dones de 18 o més anys hi havia 127,6 homes.
La renda mediana per habitatge era de 36.250 $ i la renda mediana per família de 36.250 $. Els homes tenien una renda mediana de 24.000 $ mentre que les dones 21.667 $. La renda per capita de la població era de 15.357 $. Cap de les famílies i l'1,3% de la població estaven per davall del llindar de pobresa.

## Poblacions més properes
El següent diagrama mostra les poblacions més properes.